# Báo cáo đánh giá thứ năm IPCC
Báo cáo đánh giá lần thứ 5 (AR5) của Ủy ban Liên chính phủ về Biến đổi Khí hậu (IPCC) là bản báo cáo thứ 5 về biến đổi khí hậu toàn cầu. IPCC được thành lập bởi Tổ chức Khí tượng Thế giới (WMO) và Chương trình Môi trường Liên Hợp Quốc (UNEP) để đánh giá các thông tin về kinh tế-xã hội, công nghệ và khoa học liên quan dến biến đổi khí hậu, những ảnh hưởng tiềm năng của các yếu tố này, và những lựa chọn thích nghi và giảm thiểu ảnh hưởng của chúng.
Bản báo cáo lần thứ 5 đang được hoàn thiện và sẽ công bố vào năm 2014. Như những trường hợp trước đây, nội dung của bản báo cáo sẽ được thực hiện qua một quá trình có sự tham gia của những chuyên gia liên quan đến biến đổi khí hậu từ tất cả các lĩnh vực có liên quan và những người sẽ sử dụng báo cáo này, đặc biệt là những người đại hiện trong các chính phủ. Các chính phủ và các tổ chức liên quan trong báo cáo thứ 4 trước sẽ được hỏi ý kiến và phản hồi bằng văn bản để IPCC phân tích. Báo cáo sẽ được công bố vào nhiều mốc thời gian, bắt đầu bằng báo cáo của Nhóm công tác trên cơ sở khoa học vật lý, dựa trên 9.200 nghiên cứu đã được phản biện. Tài liệu được công bố đầu tiên là bản tóm tắt của Nhóm công tác I về hoạch định chính sách vào ngày 27 tháng 9 năm 2013.

## Nội dung
Báo cáo sẽ gồm 14 chương:
- Chương 1: Giới thiệu
- Chương 2: Quan sát: Khí quyển và bề mặt trái đất
- Chương 3: Quan sát: Đại dương
- Chương 4: Quan sát: Cryosfera
- Chương 5: Thông tin dựa trên dữ liệu cổ khí hậu
- Chương 6: Chu kỳ cacbon và chu trình sinh địa khác
- Chương 7: Mây và các sol khí
- Chương 8: Thay đổi trong bức xạ do con người và tự nhiên
- Chương 9: Các mô hình khí hậu và độ tin cậy của chúng
- Chương 10: Phát hiện và đóng góp về biến đổi khí hậu: từ thay đổi toàn cầu và khu vực
- Chương 11: Biến đổi khí hậu ngắn hạn: Dự báo và khả năng dự đoán
- Chương 12: Biến đổi khí hậu dài hạn: Dự báo và không thể đảo ngược
- Chương 13: Thay đổi mực nước biển
- Chương 14: Các hiện tượng khí hậu và tác động của biến đổi khí hậu khu vực trong tương lai

## Biến đổi khí hậu 2013: Tổng quan về báo cáo
Vào ngày 23 tháng 6 năm 2010, IPCC đã thông báo sẽ phát hành danh sách cuối cùng của những tác giả hàng đầu được chọn để lập báo cáo thứ 5, gồm 831 chuyên gia. Các báo cáo của nhóm công tác sẽ được công bố trong khoảng thời gian năm 2013 và 2014. Các chuyên gia này cũng tham gia lập báo cáo tổng hợp sẽ được công bố năm 2014.
Báo cáo đánh giá thứ 5 (Biến đổi khí hậu 2013) sẽ gồm 4 phần riêng biệt:
- Báo cáo của nhóm công tác I (WGI)
- Báo cáo của nhóm công tác II (WGII)
- Báo cáo của nhóm công tác III (WGIII)
- Báo cáo tổng hợp (SYR)

## Các tài liệu hiện tại
- Nhóm công tác I: Báo cáo toàn văn – Tóm tắt về hoạch định chính sách – Headline statements from the summary Lưu trữ ngày 29 tháng 9 năm 2013 tại Wayback Machine – Danh sách tác giả Lưu trữ ngày 8 tháng 1 năm 2013 tại Wayback Machine
- Nhóm công tác II: Danh sách tác giả Lưu trữ ngày 14 tháng 5 năm 2013 tại Wayback Machine
- Nhóm công tác III: Danh sách tác giả Lưu trữ ngày 21 tháng 9 năm 2013 tại Wayback Machine